# 奧爾孔西托斯
奧爾孔西托斯（西班牙語：Horconcitos），是巴拿馬的城鎮，位於該國西部，由奇里基省的聖洛倫索區負責管轄，面積73.1平方公里，海拔高度1米，2010年人口996，人口密度每平方公里13.6人。